# Acanthomeridion serratum
Acanthomeridion serratum ist eine ausgestorbene Art mit unsicherer Stellung innerhalb der Gliederfüßer (Arthropoda).

## Merkmale
Acanthomeridion serratum ist parallelseitig und wird bis zu 35 mm lang. Der Kopfschild hat einen runden vorderen Rand und besitzt freie Wangen, welche durch eine feine Naht vom Rest des Kopfes getrennt sind, ähnlich wie bei den meisten Trilobiten. Der Rumpf besteht aus 11 glatten Tergiten, die sich seitlich in nach hinten gerichtete Dornen ausdehnen, welche in den hinteren Tergiten länger werden. Der letzte Tergit hat eine deutliche Furche, aus der ein langer Rückenstachel hervorbricht.
Gliedmaßen und Weichteile sind nicht erhalten geblieben.

## Lebensweise
Über die Lebensweise lässt sich auf Grund der fehlenden Gliedmaßen nur wenig deuten, man nimmt aber wegen der Körperform an, dass Acanthomeridion serratum  möglicherweise auf dem Meeresboden lebte.

## Fundort
Insgesamt wurden 8 Exemplare dieser Art in der Chengjiang-Faunengemeinschaft, Volksrepublik China gefunden. In anderen kambrischen Fossillagerstätten ist diese Art nicht bekannt.

## Systematik
Die systematische Einordnung innerhalb der Gliederfüßer (Arthropoda) ist noch nicht geklärt. Wegen der fehlenden Informationen über die Gliedmaßen und der morphologischen Unterschiede zu anderen Arthropoden ist Acanthomeridion serratum der einzige Vertreter in der Gattung Acanthomeridion und wurde 1997 in die monogenerische Familie Acanthomeridiidae eingeordnet.